# Ивановское (Большемурашкинский район)
Ива́новское — село в Большемурашкинском районе Нижегородской области России. Входит в состав Холязинского сельсовета.

## География
Село Ивановское расположено на севере района, в 84 км к юго-востоку от Нижнего Новгорода, на реке Киринке (правом притоке Сундовика), высота над уровнем моря 142 м. Ближайший населённый пункт — практически примыкающее с севера Синцово. Районный центр Большое Мурашкино находится в 27 километрах.

## История
Ивановское — бывший административный центр (c 7 апреля 1969 года) Ивановского сельсовета, объединённого 7 сентября 2009 года с Холязинским сельсоветом.

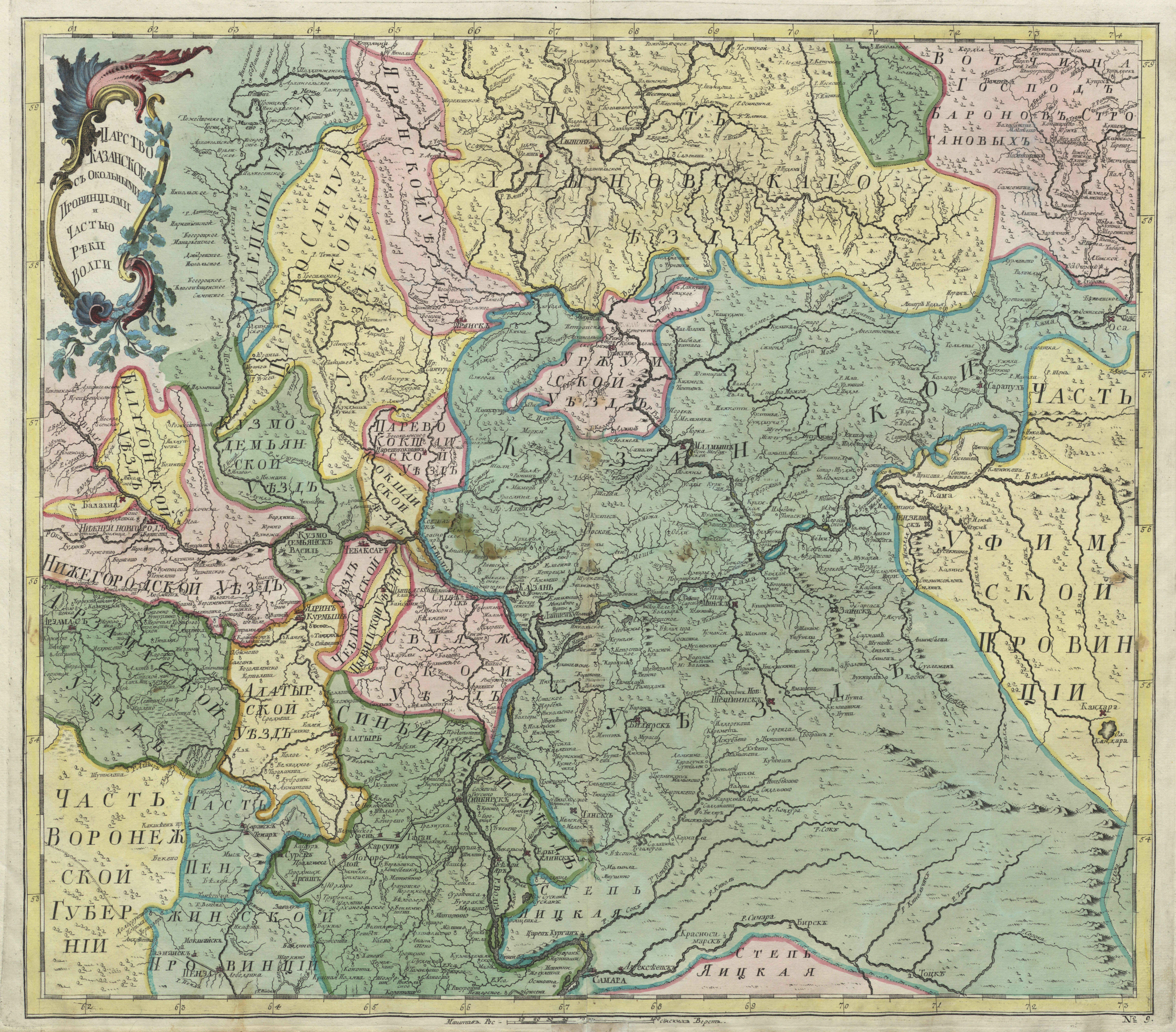
Первый атлас Российской империи, 1745:
Нижегородской Уѣздъ в западной части карты, в нескольких верстах от правого берега Сундовика (напротив левобережного села Шахманова) — село Ивановское

Изначально Ивановское было деревней Ирхино. К началу XVIII века поселение стало селом. К этому времени вместо церкви Святого Апостола и Евангелиста Иоанна Богослова в близлежащем Синцове был воздвигнут новый одноимённый храм в деревне Ирхино. Деревня располагалась также на реке Киринке (выше Синцова по течению) и примыкала к Синцову с юго-запада. Благодаря церкви деревня Ирхино стала селом, а также сменила прежнее название. В 1722—1723 годах село Ивановское продолжало входить в Курмышский уезд. Причт его храма в то время состоял из священника (Феодор) и дьякона (Степан).
Пахотной церковной земли было 3 десятины в 3 полях. Сенных покосов и других угодий не было.
Приходских дворов числом было 29. Приход состоял из села Ивановского (в него входили 2 помещичьих двора и 11 крестьянских дворов) и деревни Скушихи (она насчитывала 16 крестьянских дворов).
В 1938—1939 годах храм Святого Апостола и Евангелиста Иоанна Богослова в селе Ивановском был упразднён.

## Население
Численность населения села — 296 человек (2011).

## Инфраструктура
Подъезд к селу от автомобильной трассы федерального значения Р162 Работки — Порецкое представляет собой дорогу с твёрдым покрытием. Автомобильная дорога общего пользования межмуниципального значения 22 ОП МЗ 22Н-0608 находится в государственной собственности Нижегородской области; её протяжённость составляет 13,92 км. В свою очередь, автомобильная дорога общего пользования регионального значения 22 ОП РЗ 22К-0162 Работки — Порецкое в юго-восточном направлении ведёт в Холязинский сельсовет и далее — в районный центр.
В селе имеются тракторная мастерская, таксофон, почтовое отделение (ул. Молодёжная, д. 5), магазины, памятник.
Улицы села: Молодёжная, Советская, Фомина, Школьная.